# Fox Sports (Uruguay)
Fox Sports Uruguay fue un canal de televisión por suscripción uruguayo de origen estadounidense especializado en deportes.
Se puso en marcha con la transmisión del partido entre Club Nacional de Football de Uruguay y Club Deportivo Oriente Petrolero de Bolivia por la Copa Libertadores el 2 de febrero de 2014. El canal utiliza los estudios, móviles y equipo técnico del Canal 4 de Montevideo.
En diciembre de 2019, Fox Sports Uruguay anunció que el canal cerraría luego de cinco años al aire con programas producidos íntegramente en Uruguay. La decisión se debe a un cambio en la estrategia empresarial, a raíz de la adquisición de la señal internacional por The Walt Disney Company en marzo de 2019.

## Cobertura deportiva
Eventos y competiciones actualmente transmitidos en la señal de Fox Sports Uruguay.

### Fútbol
- Copa Conmebol Libertadores
- UEFA Champions League
- UEFA Europa League
- Supercopa de Europa
- Bundesliga
- Supercopa de Alemania
- Torneos de Verano del Fútbol Argentino
- Superliga Argentina

### Automovilismo
- Rally Dakar
- Fórmula 1 (Algunas carreras en vivo y en simultáneo con Fox Sports 3 y Fox Premium Action)

## Personalidades
- Mario Martínez
- Julio Ríos Corbo
- Rodolfo Larrea
- Marcelo Tejera
- Fabián Carini
- Damián Herrera

## Programas
- Fox Sports Radio (Uruguay)
- La última palabra (Uruguay), con Damián Herrera
- Sin anestesia
- Central Fox (Argentina)
- La llave del gol
- 90 minutos de fútbol (Argentina)
- Fox Sports clásico
- El show de la Copa Libertadores (durante la disputa del torneo)
- El show de la UEFA Champions League (durante la disputa el torneo)

## Competidores
- ESPN (Latinoamérica)
- GolTV (Latinoamérica)
- VTV (Uruguay)
- DirecTV Sports